# Ветрен (област Кюстендил)
Вижте пояснителната страница за други населени места с името Ветрен.
Ветрен е село в Западна България. То се намира в община Невестино, област Кюстендил.

## География
Село Ветрен се намира в географската област Пиянец, южно от гр. Кюстендил, в полите на планината Осогово и е единственото село, разделено от границата между Република България и Северна Македония – част от южните му махали формират село Ветрен в Община Делчево на Северна Македония.
Махалите на село Ветрен на територията на България са: Боровичка, Геренска, Капралска, Новаковска, Смиленска, Агушка, Дамянска, Каровска, Вучка, Търговите и Ризовска.

## Население
| Година | 1866 | 1880 | 1900 | 1926 | 1934 | 1946 | 1956 | 1965 | 1975 | 1978 | 1984 | 2008 |
| ------ | ---- | ---- | ---- | ---- | ---- | ---- | ---- | ---- | ---- | ---- | ---- | ---- |
| Жители | 451  | 461  | 522  | 687  | 722  | 768  | 540  | 388  | 178  | 161  | 115  | 15   |

## История
Няма данни за възникването на селото. Северно от Ветрен в естествена пещера са открити следи от праисторическо селище от каменно-медната и бронзовата епоха.
За първи път селото се споменава в турски регистър от 1576 г. като Ветрене. През 1866 г. селото има 64 домакинства и 451 жители.
През 1893 г. селото има 7339 декара землище, от които 4518 дка ниви, 2518 дка гори и др. и се отглеждат 1929 овце, 724 кози, 242 говеда и 92 коня. Основен поминък на селяните са земеделието и животновъдството. Развиват се домашните занаяти.
През 1900 г. е открито училище, през 1913 г. е построена училищната сграда. Църквата „Свети Петър и Павел“ е построена през 1899 г.
През 1920 г. е открита пощенска станция, през 1926 г. е учредено читалище „Просвета“.
Учредени са кредитна кооперация „Пещера“ (1945) и читалище „Васил Левски“ (1948).
През 1948 г. започва усилено залесяване на района около селото с борови гори.
През 1957 г. е учредено ТКЗС „Справедливост“, което от 1962 г. е в състава на ДЗС - Кюстендил, а от 1979 г. е включено в състава на АПК - село Невестино.
Селото е електрифицирано през 1967 г. и водоснабдено през 1968 г.
В началото на XXI век в резултат на промените в страната след 1989 г. и засилената миграция населението намалява.
От 11 махали най-отдалечената отстои по земен път на около 10 км от центъра на селото. Повечето от тях вече са обезлюдени.

## Исторически, културни и природни забележителности
- Църква „Свети Петър и Павел“. Представлява еднокорабна едноапсидна постройка. От надпис на перилото на балкона се установява, че е построена през 1899 г. от майсторите Петре Стоилов Атанасов, Лазо Ангелов и Мите Тачов, а иконите са рисувани от Иван Костадинов (1850 – 1917) от Петрич и Аце Костадинов (Атанас Буовски) от село Буф, днес в Гърция.

## Религии
Село Ветрен принадлежи в църковно-административно отношение към Софийска епархия, архиерейско наместничество Кюстендил. Населението изповядва източното православие.

## Личности
- Петър Попдимитров, български революционер от ВМОРО
- Стоян Александров, родом от село Илия. Понастоящем жител на София. Икономист доцент в Софийския университет. Член на БСП. Кандидат за кмет на София на кметските избори 2003 г.